# Camunos

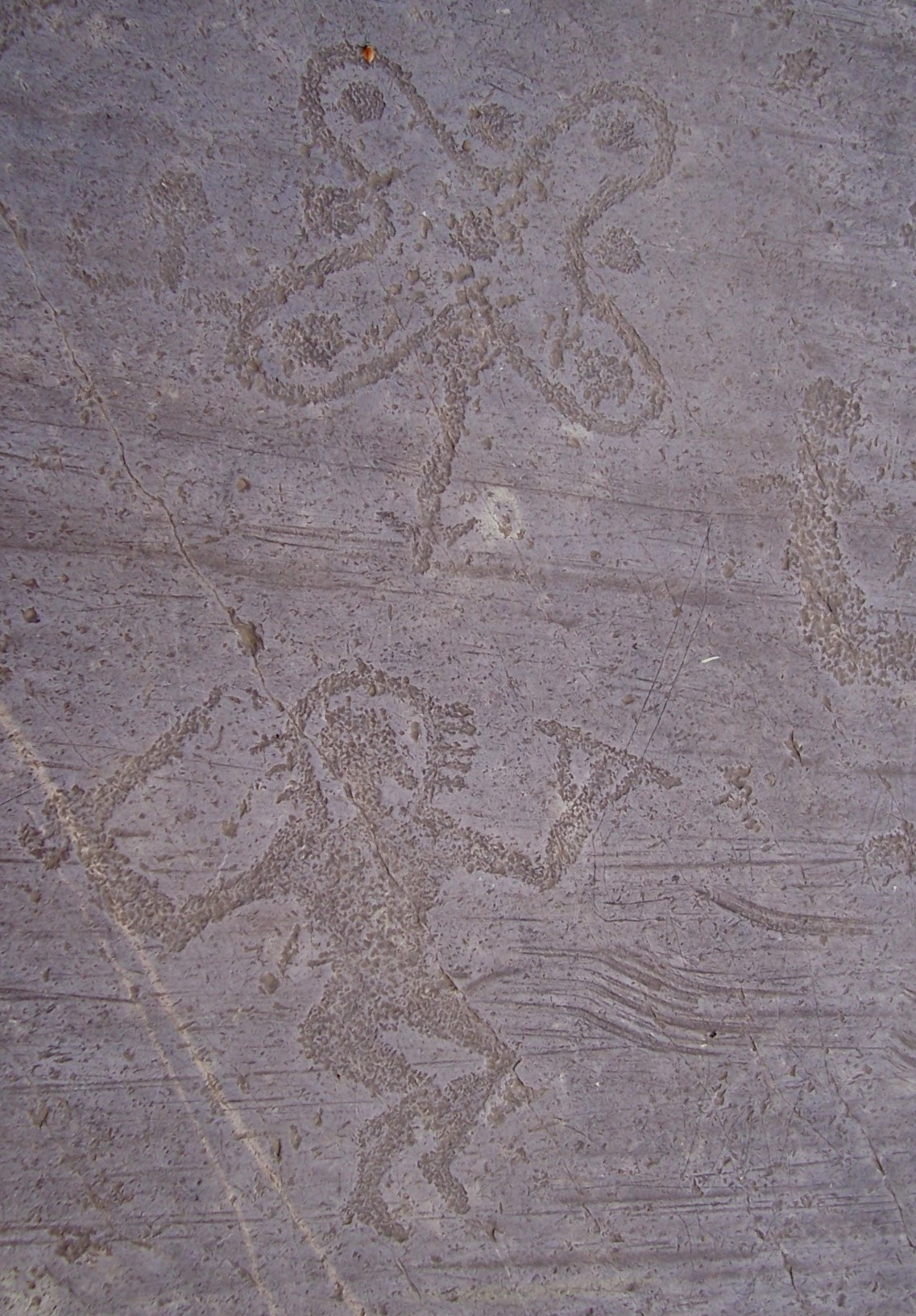
Arte rupestre de Val Camonica: Rosa camuna e duas figuras humanas (uma em "martellina", a outra sobre "graffiti").

Os Camunos (em latim: Camunni) foram um povo que habitou na Idade do Ferro (I milênio a.C.) em Val Camonica; o nome latino Camunni foi atribuído a eles pelos autores latinos do século I Também são denominados "camunos antigos” para os distinguir dos atuais habitantes do vale. Os Camunos deixaram multitude de gravuras rupestres em Val Camonica.
Povo de origem obscura, encontrava-se na região de Val Camonica, com uma tradição cultural milenária, que data do neolítico. Os camunos (em grego de Estrabão Καμοῦνοι, Καμούννιοι por Dião Cássio) são mencionados pelas fontes historiográficas clássicas do século I a.C., no correspondente à Idade do Ferro em Val Camonica (do século XII a.C. até aproximadamente a romanização).
Conquistados por Roma em princípios do século I, os camunos incorporaram-se gradualmente nas estruturas políticas e sociais do Império Romano. Foi-lhes concedida a cidadania romana na segunda metade do século I, ao qual seguiu um rápido processo de romanização.

## História

### Os camunos nas fontes clássicas
O historiador grego Estrabão (c. 58 a.C.–25 d.C.) incluiu os camunos nos povos réticos e relacionou-os aos lepôncios, descendentes dos celtas:
| “ | Ἑξῆς δὲ τὰ πρὸς ἕω μέρη τῶν ὀρῶν καὶ τὰ ἐπιστρέφοντα πρὸς νότον Ῥαιτοὶ καὶ Ὀυινδολικοὶ κατέχουσι, συνάπτοντες Ἐλουηττίοις καὶ Βοίοις· ἐπίκεινται γὰρ τοῖς ἐκείνων πεδίοις. Οἱ μὲν οὖν Ῥαιτοὶ μέχρι τῆς Ἰταλίας καθήκουσι τῆς ὑπὲρ Οὐήρωνος καὶ Κώμου. Καὶ ὅ γε Ῥαιτικὸς οἶνος, τῶν ἐν τοῖς Ἰταλικοῖς ἐπαινουμένων οὐκ ἀπολείπεσθαι δοκῶν, ἐν ταῖς τούτων ὑπωρείαις γίνεται· διατείνουσι δὲ καὶ μέχρι τῶν χωρίων, δι' ὧν ὁ Ῥῆνος φέρεται· τούτου δ' εἰσὶ τοῦ φύλου καὶ Ληπόντιοι καὶ Καμοῦνοι. Οἱ δὲ Ὀυινδολικοὶ καὶ Νωρικοὶ τὴν ἐκτὸς παρώρειαν κατέχουσι τὸ πλέον· μετὰ Βρεύνων καὶ Γεναύνων, ἤδη τούτων Ἰλλυριῶν. Ἅπαντες δ' οὗτοι καὶ τῆς Ἰταλίας τὰ γειτονεύοντα μέρη κατέτρεχον ἀεὶ καὶ τῆς Ἐλουηττίων καὶ Σηκοανῶν καὶ Βοίων καὶ Γερμανῶν. Ἰταμώτατοι δὲ τῶν μὲν Ὀυινδολικῶν ἐξητάζοντο Λικάττιοι καὶ Κλαυτηνάτιοι καὶ Ὀυέννωνες, τῶν δὲ Ῥαιτῶν Ῥουκάντιοι καὶ Κωτουάντιοι. | ” |

O historiador romano Plínio, o Velho (23–79 d.C.), citando as Origens de Catão, o Velho (234–139 a.C.), refere os camunos como uma das tribos euganeas:

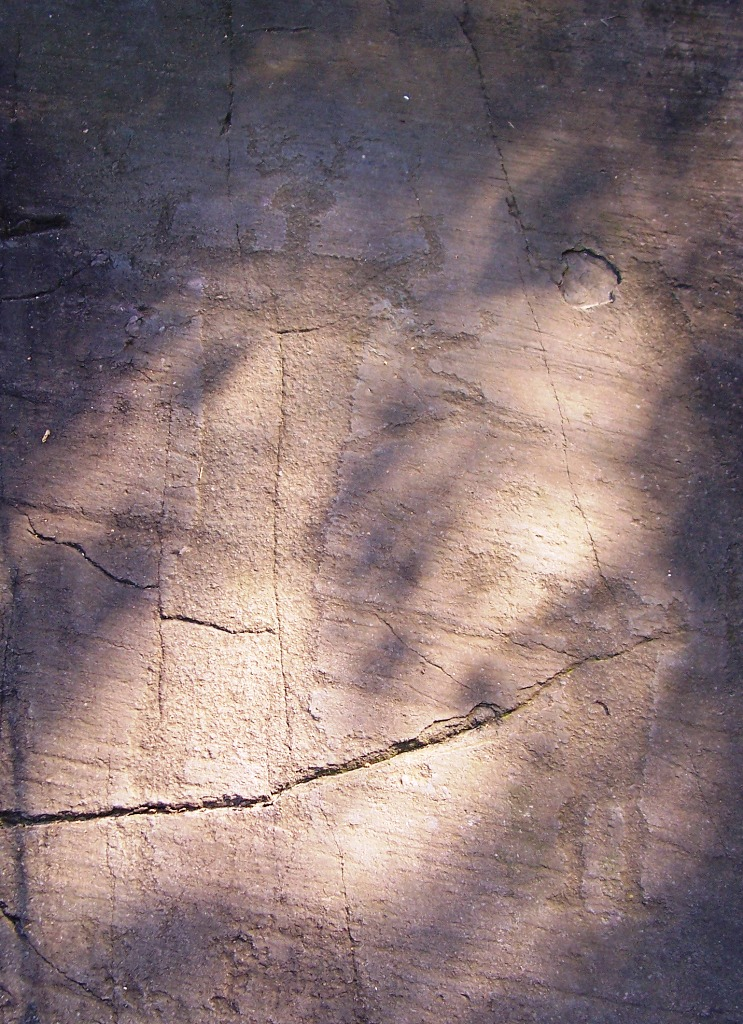
Cernuno numa gravura rupestre no Parque Nacional de Naquane (Capo di Ponte).

| “ | Verso deinde in Italiam pectore Alpium Latini iuris Euganeae gentes, quarum oppida XXXIIII enumerat Cato. ex iis Trumplini, venalis cum agris suis populus, dein Camunni conpluresque similes finitimis adtributi municipis | ” |

### Contatos com os etruscos e os celtas
Por volta do século V a.C., os etruscos, estendidos pelo vale do Pó, tinham contatos com os povos dos Alpes. Persistem rastos da influência desta cultura no alfabeto camuno, o qual se testemunha em mais de duzentos textos, e que é muito similar aos alfabetos etruscos do norte.
Por volta do século III a.C., chegaram à península Itálica os Celtas, provenientes da Gália transalpina, e estabeleceram-se na planície do Pó e entraram em contato com os camunos: o testemunho desta presença encontra-se em algumas gravuras de pedra de Valcamonica, em figuras de deidades celtas como as de Cernuno.

### A conquista romana

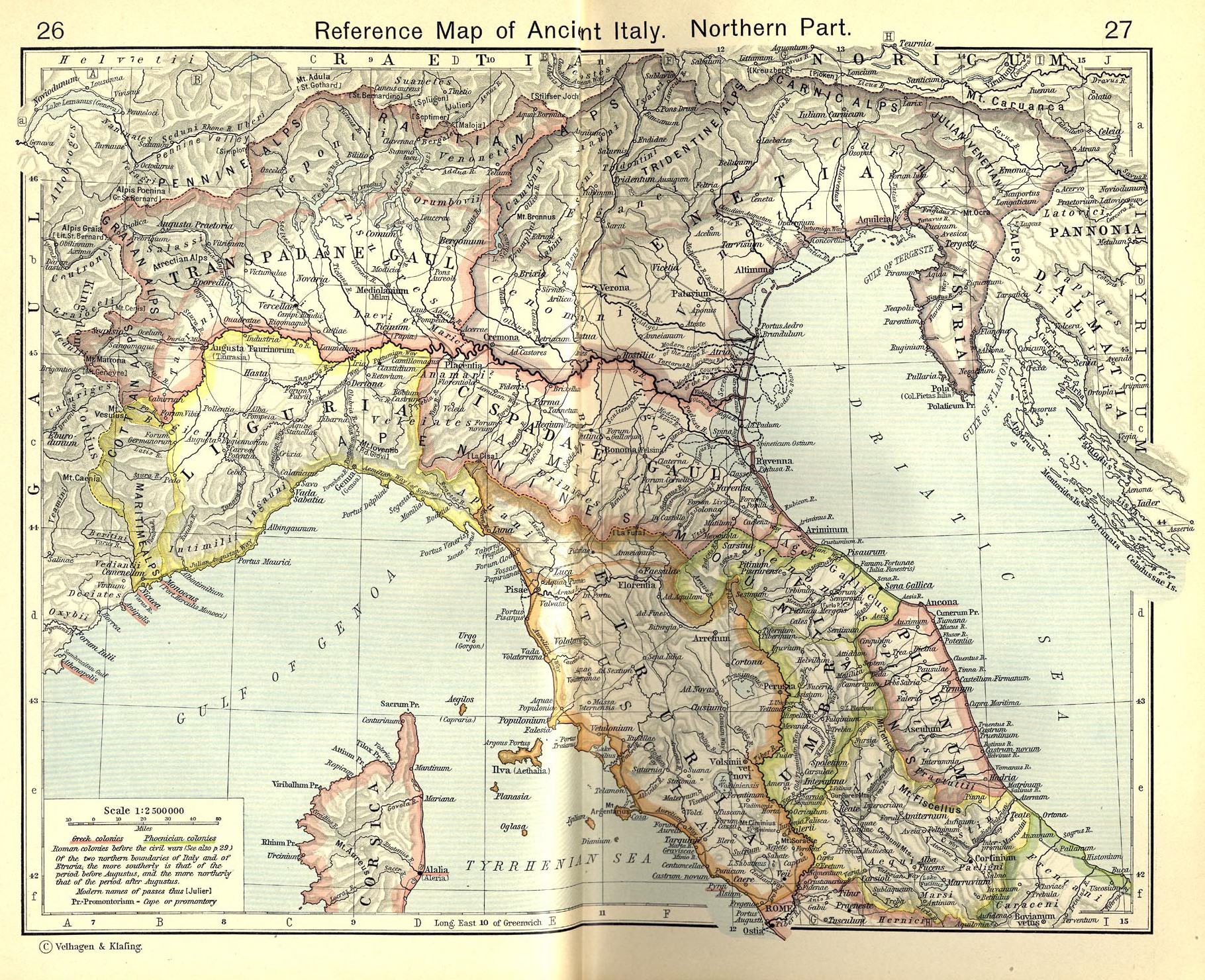
Plano da Itália setentrional, na época de Otaviano, que inclui o povo dos camunos

Val Camonica foi conquistada por Roma nas campanhas de conquista de Otaviano da Récia e do arco Alpino, realizada pelos generais Druso e Tibério (o futuro imperador) nos anos de 16 e 15 a.C., sendo completada na frente oriental dos Alpes por Públio Sílio Nerva, governador de Ilírico.
A conquista romana é mencionada também pelo historiador Dião Cássio (155–229):
| “ | καὶ γὰρ Καμούννιοι καὶ Ὁέννιοι αλπικα γένη, όπλα τε αντηραντο καὶ νικηθέντες aπο Ποιβλιο Σιλίου εχειρώθησαν. | ” |

Esta conquista é celebrada no monumento romano Troféu dos Alpes (Trophaeum Alpium), erigido em 7-6 a.C., e situado na cidade francesa de La Turbie, que inclui os nomes dos povos dos Alpes conquistados:
| “ | · GENTES ALPINAE DEVICTAE TRVMPILINI · CAMVNNI · VENOSTES · | ” |

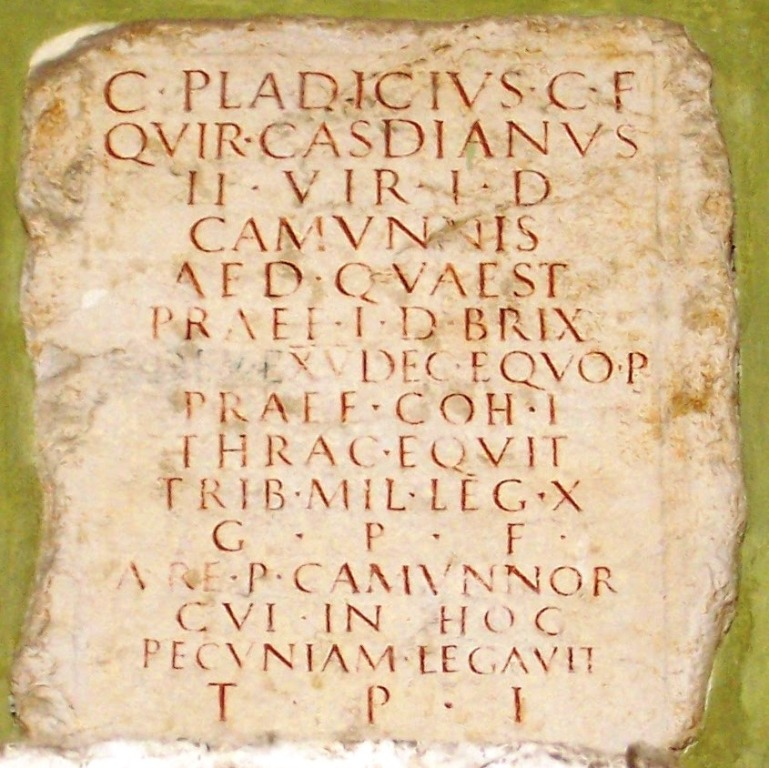
Inscrição da época romana encontrada em Cividate Camuno, que contém os termos: : QUIR(ina), CAMUNNIS and RE P(ublica) CAMUNNOR(um).

Após a conquista romana, os camunos foram anexados à cidade mais próxima sob a prática de adtributio, o qual permitiu manter a sua própria constituição tribal, enquanto a cidade se responsabilizava das trabalhos administrativas, judiciários e fiscais. A cidade à que foram adscritos os camunos foi provavelmente Brixia. Inicialmente foi-lhe dada a condição de peregrini, e depois obtiveram a cidadania romana; durante a dinastia Flávia foram adscritos à tribo Quirina,, embora mantiveram um certo autogoverno, de fato é mencionada a Res Publica Camunnorum.
A romanização veio de Cividade dos Camunos (atual Cividate Camuno), uma cidade fundada pelos romanos por volta de 23 a.C., durante o principado de Tibério. A partir do século I, os camunos já estavam incluídos nas estruturas de estabilidade política e social romana, como o demonstra o numerosos testemunhos dos legionários, os artesãos e até mesmo os gladiadores de origem camuna em várias zonas do Império Romano. A religião, através da interpretatio romana, evoluiu para um sincretismo com a dos romanos.

## Religião
A arte rupestre de Val Camonica, 70 ou 80% dela datada na Idade do Bronze,  acredita-se que tinha um valor ritual de celebração, de comemoração, de iniciação e propiciatório.
Da época romana é o santuário de Minerva em Spinera, em Breno, descoberto em 1986 e decorado finamente com mosaicos.
O começo da Idade Média, coincidiu com a chegada da religião cristã. Os séculos IV e V foram testemunha da destruição dos antigos lugares de culto, com a destruição das  estátuas de Ossimo e Cemmo e a queimada do Santuário de Minerva.

## Língua
Os testemunhos da língua falada por camunos são escassos e não decifrados: entre a arte rupestre de Val Camonica encontram-se algumas inscrições escritas em alfabeto camuno, variante nortenha do alfabeto etrusco. O conhecimento da língua dos camunos continua sendo muito escasso, pelo qual não é possível de determinar a família de línguas à qual pertencia.